# Age (Gerona)
Age es una localidad española del municipio de Puigcerdá, perteneciente a la provincia de Gerona, en la comunidad autónoma de Cataluña.

## Toponimia
El nombre del lugar puede aparecer referido con las grafías Aja y Age.

## Historia
Hacia mediados del siglo XIX, el lugar, por entonces con ayuntamiento propio, tenía contabilizada una población de 150 habitantes. Aparece descrito en el primer volumen del Diccionario geográfico-estadístico-histórico de España y sus posesiones de Ultramar de Pascual Madoz de la siguiente manera:

AJA: l. con ayunt. de la prov. de Gerona, part. jud. de Rivas, adm. de rent. de Puigcerdá, aud. terr. y c. g. de Barcelona, dióc. de Urgel. Sit. en llano entre los r. Vanera y Segre con buena ventilacion y clima sano, pero frio. Forman la pobl. 29 casas y una igl. parr. cuyo curato se provee por oposicion en concurso general. Confina el térm. por el N. con el de His, por el E. con el de Palau (ambos del vecino reino de Francia), por el S. con el de Villallovent y por el O. con el de Puigcerdá, estendiéndose sus lim. en todas direcciones 1/4 de hora poco mas o menos. El terreno es de menos que mediana calidad. Hay estensos prados artificiales que se riegan con las aguas de los espresados r. en los cuales crecen multitud de corpulentos olivos, salices y salces que proporcionan abundante combustible. Prod. yerbas, centeno de mediana calidad, patatas, y muy delicadas hortalizas de invierno; cria ganado vacuno, lanar y de cerda: por un convenio otorgado por el l. y aprobado por el acuerdo en 15 de marzo de 1787 no pueden tener los vec. de Aja ganado lanar. Pobl. 29 vec. 150 alm. Cap. prod. 1.383,400 rs. imp. 45,560.
(Madoz, 1845, p. 176)

En la actualidad pertenece al municipio de Puigcerdá. En 2022, tenía empadronados 130 habitantes.